# Взрывы в Московском метрополитене (2010)
Взрывы в Московском метрополитене 2010 года — террористический акт, совершённый 29 марта 2010 года на станциях «Лубянка» и «Парк культуры» Сокольнической линии Московского метрополитена двумя террористками-смертницами. 
В результате взрывов погиб 41 и были ранены 88 человек. Среди пострадавших были граждане России, Молдовы, Таджикистана, Кыргызстана, Филиппин, Израиля и Малайзии.
Ответственность за взрывы взял на себя лидер «Кавказского эмирата» Доку Умаров.

## Взрывы в метро
Первый взрыв произошёл в понедельник, 29 марта в 07:56 по московскому времени на станции «Лубянка» во втором (по ходу движения) вагоне именного поезда «Красная стрела», следовавшего в сторону станции «Улица Подбельского» (ныне «Бульвар Рокоссовского»). В момент остановки поезда, непосредственно перед открытием дверей, сработало взрывное устройство, закреплённое на женщине, стоявшей у второй двери второго вагона. По рассказам очевидцев, после первого взрыва эвакуация из метро не проводилась, по громкоговорителям передавались сообщения о задержках в движении и рекомендации воспользоваться наземным транспортом.
Второй взрыв произошёл в 08:39 на станции «Парк культуры» Сокольнической линии в третьем вагоне поезда маршрута № 45, который также следовал в сторону станции «Улица Подбельского».
Сразу после терактов было перекрыто движение поездов от станции «Спортивная» до станции «Комсомольская». Сотрудники метрополитена совместно с подразделениями МЧС эвакуировали со станций метро 3,5 тыс. человек. К ликвидации последствий взрывов в метро были привлечены 657 человек и 187 единиц техники. По сообщениям правоохранительных органов, в связи со взрывами в метро на станциях в Москве был введён план «Вулкан». Также был усилен паспортный режим, а милиция была переведена на усиленный вариант несения службы, увеличилась плотность патрульных нарядов на улицах города и в метрополитене, к патрулированию метро были привлечены внутренние войска Министерства внутренних дел России. Под особую охрану были взяты аэропорты и вокзалы Москвы. В 17:09 станцию «Лубянка» открыли для пассажиров, и метрополитен заработал в штатном режиме.
По результатам взрывотехнической экспертизы, проведённой специалистами Федеральной службы безопасности, мощность взрывного устройства, сработавшего на станции «Лубянка», составила до 4 килограммов в тротиловом эквиваленте, а на станции «Парк культуры» — от 1,5 до 2 кг в тротиловом эквиваленте. Как показал экспресс-анализ, взрывные устройства были начинены взрывчаткой на основе гексогена с добавлением пластификатора, то есть пластитом. В качестве поражающих элементов использовались нарубленная на куски арматура и болты.

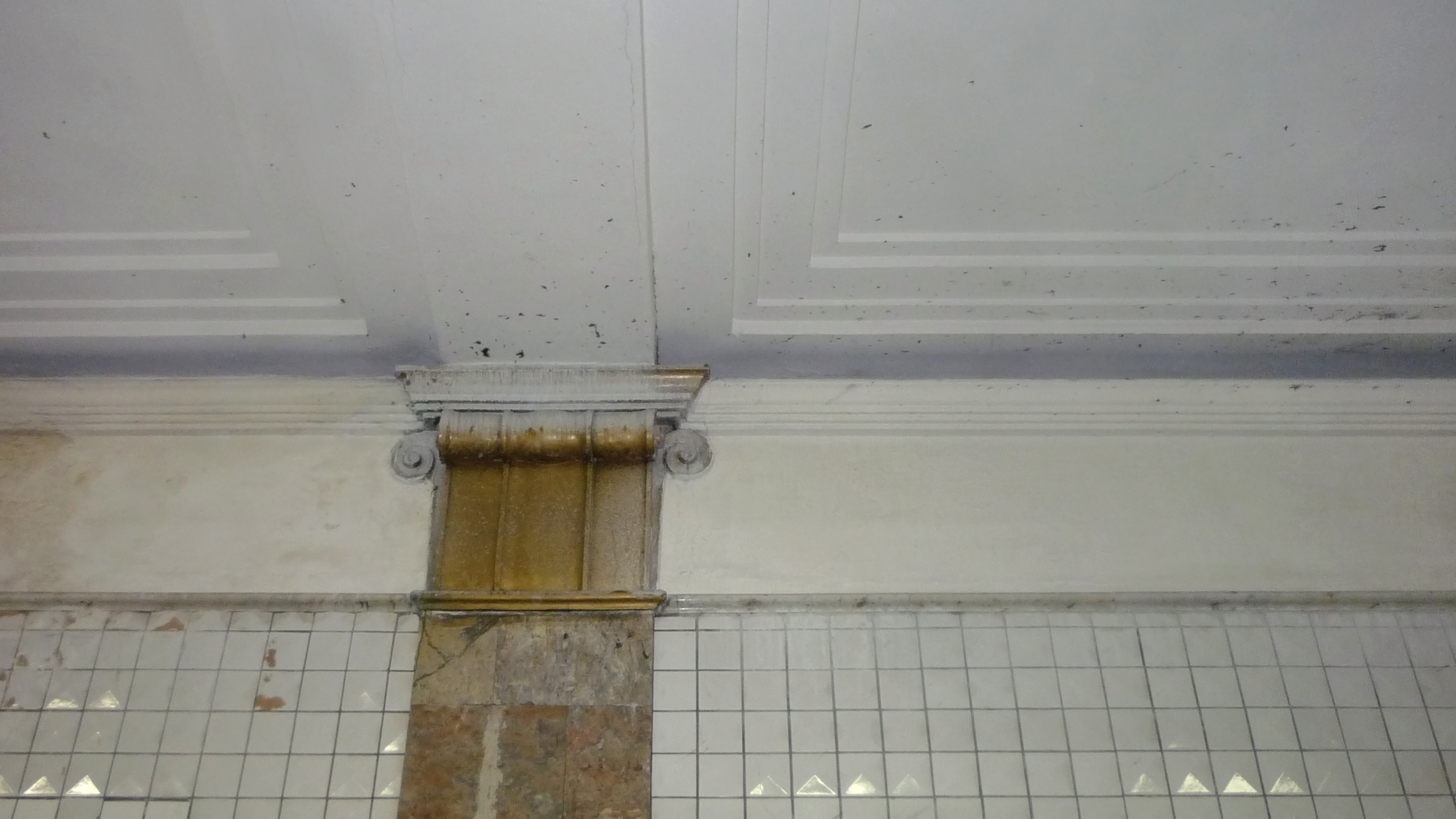
Потолок, повреждённый поражающими элементами бомбы
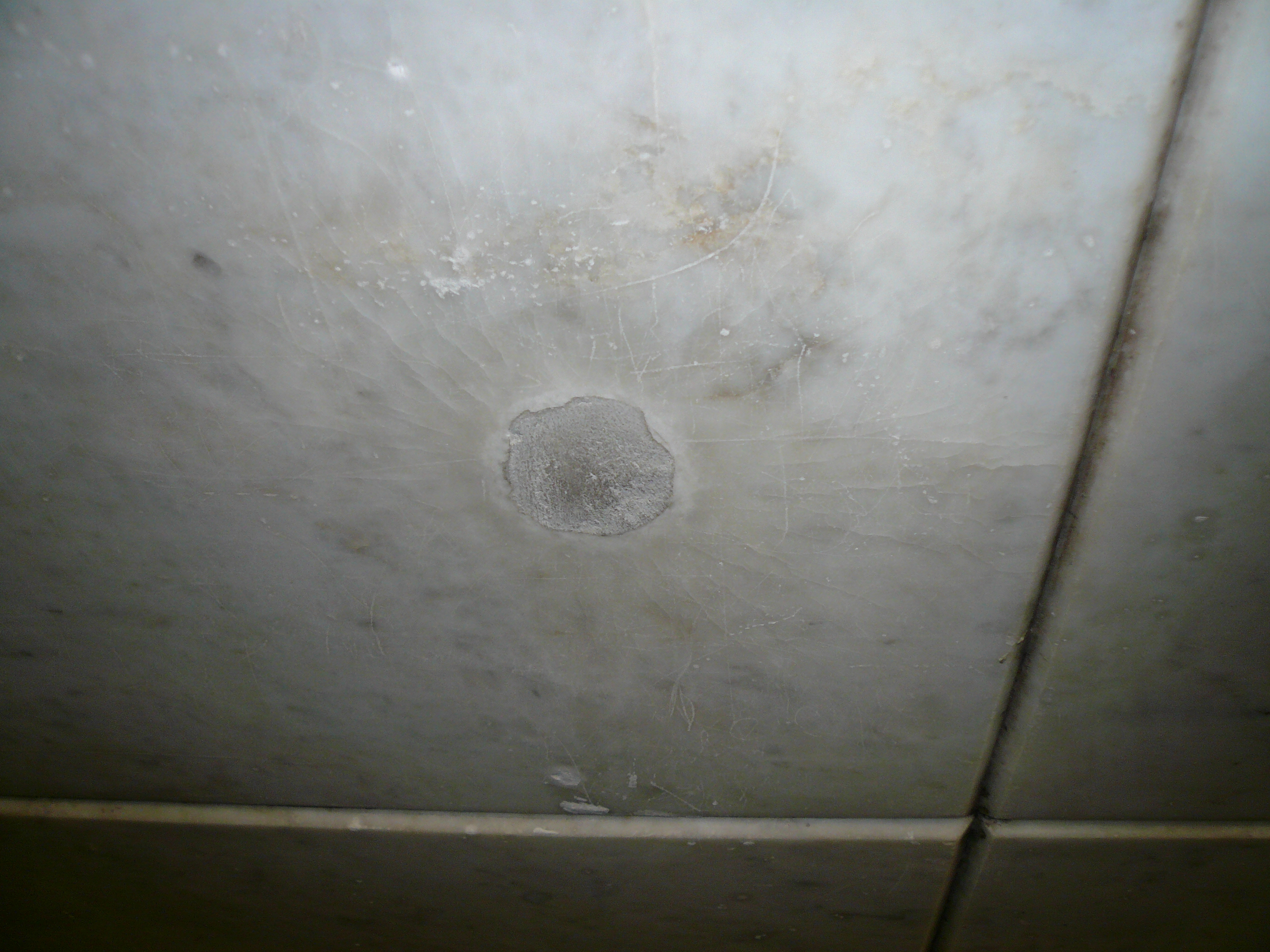
Повреждённая отделка пилона станции «Лубянка»
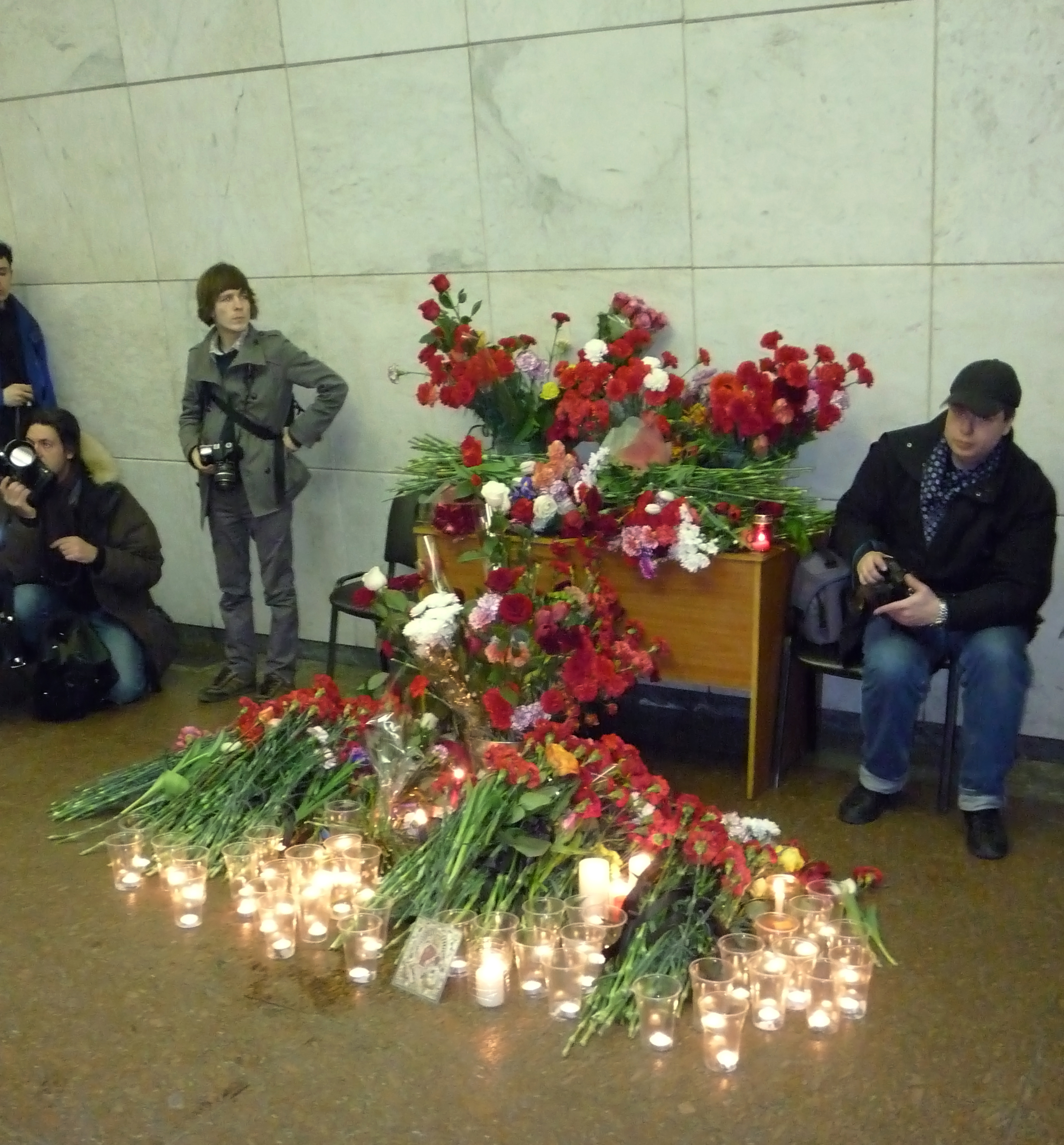
Цветы на станции «Лубянка»
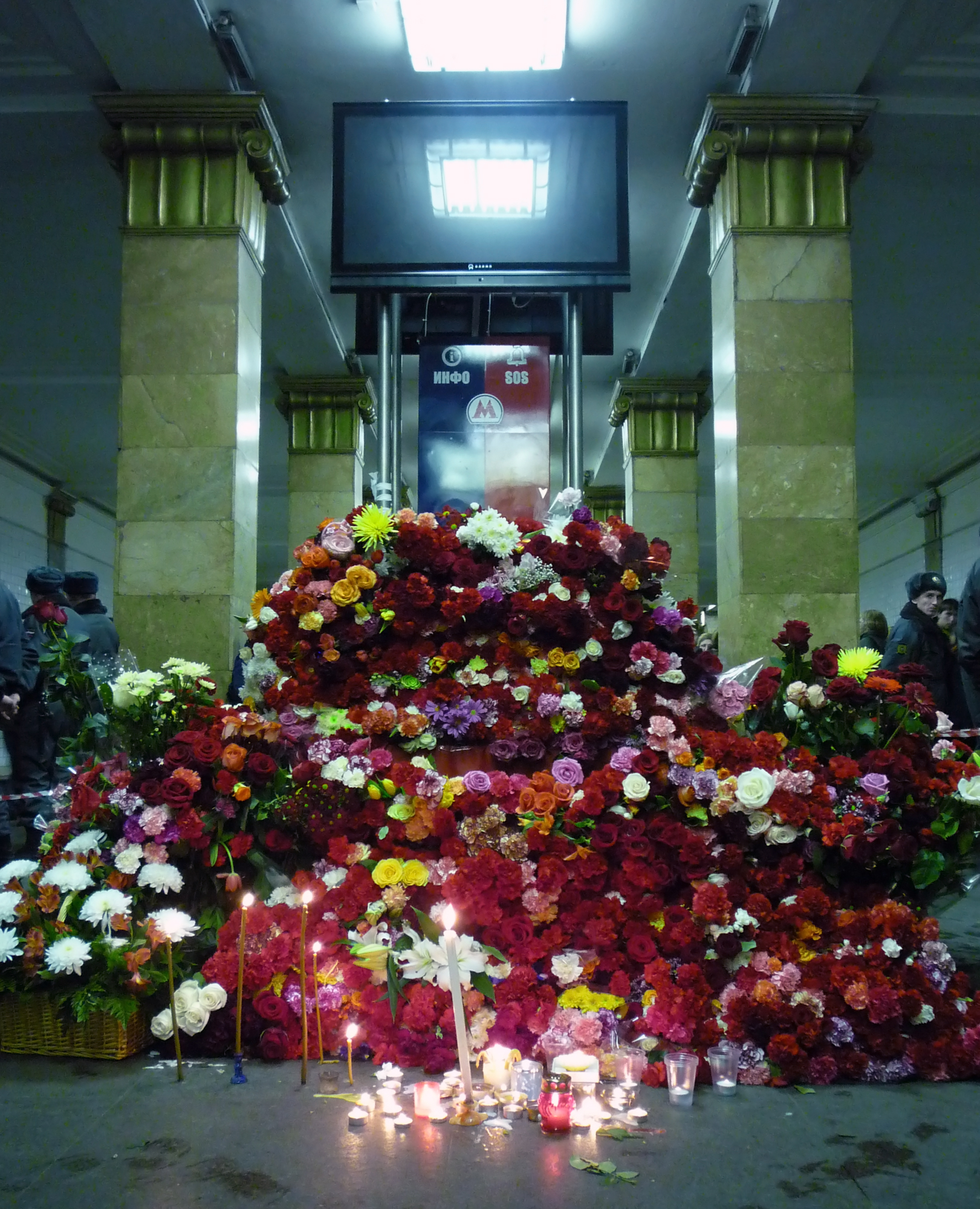
Цветы на станции «Парк культуры»
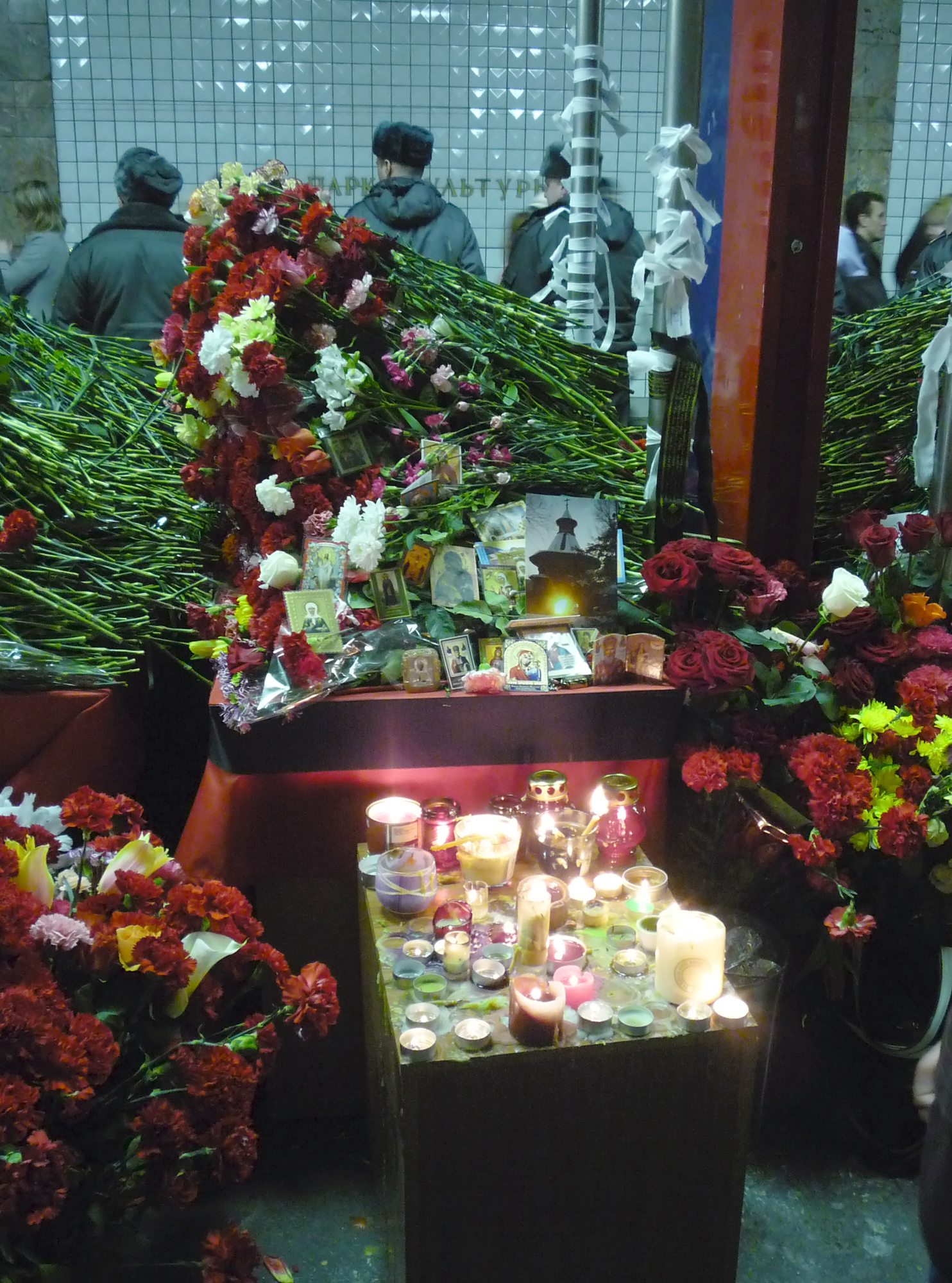
Цветы и свечи на станции «Парк культуры»
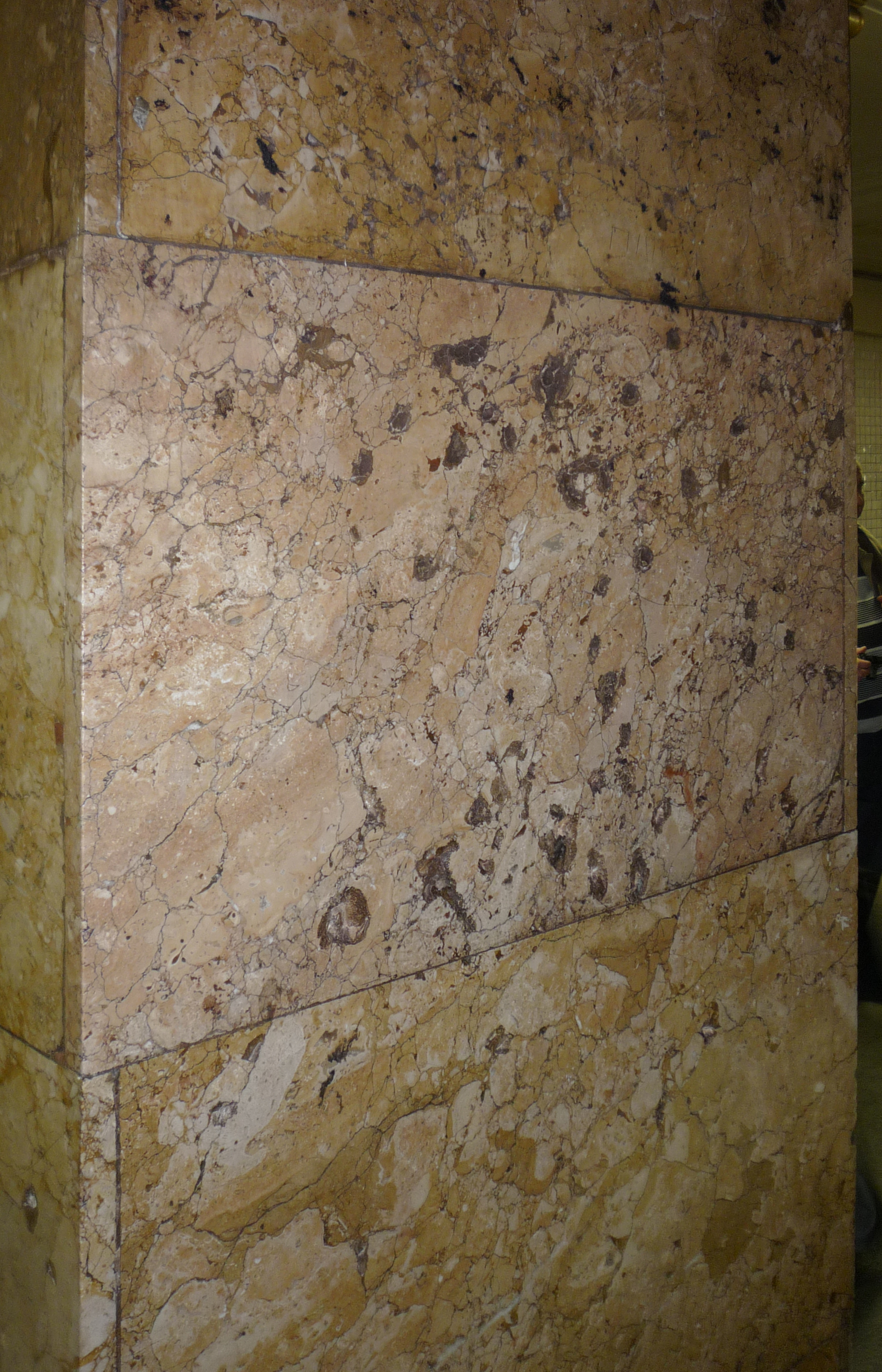
Колонна, повреждённая взрывом на станции «Парк культуры»
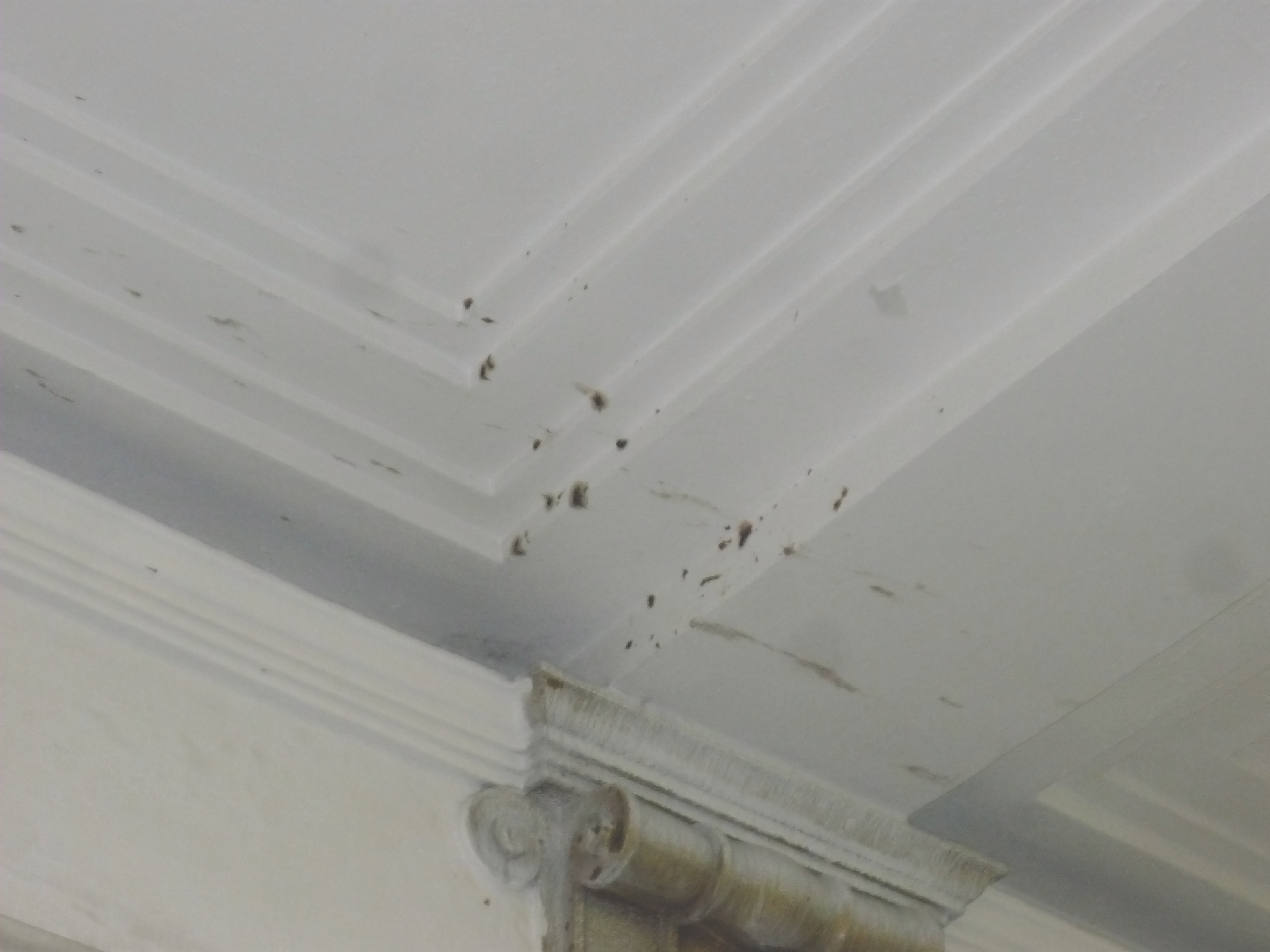
Потолок станции «Парк культуры», повреждённый поражающими элементами бомбы
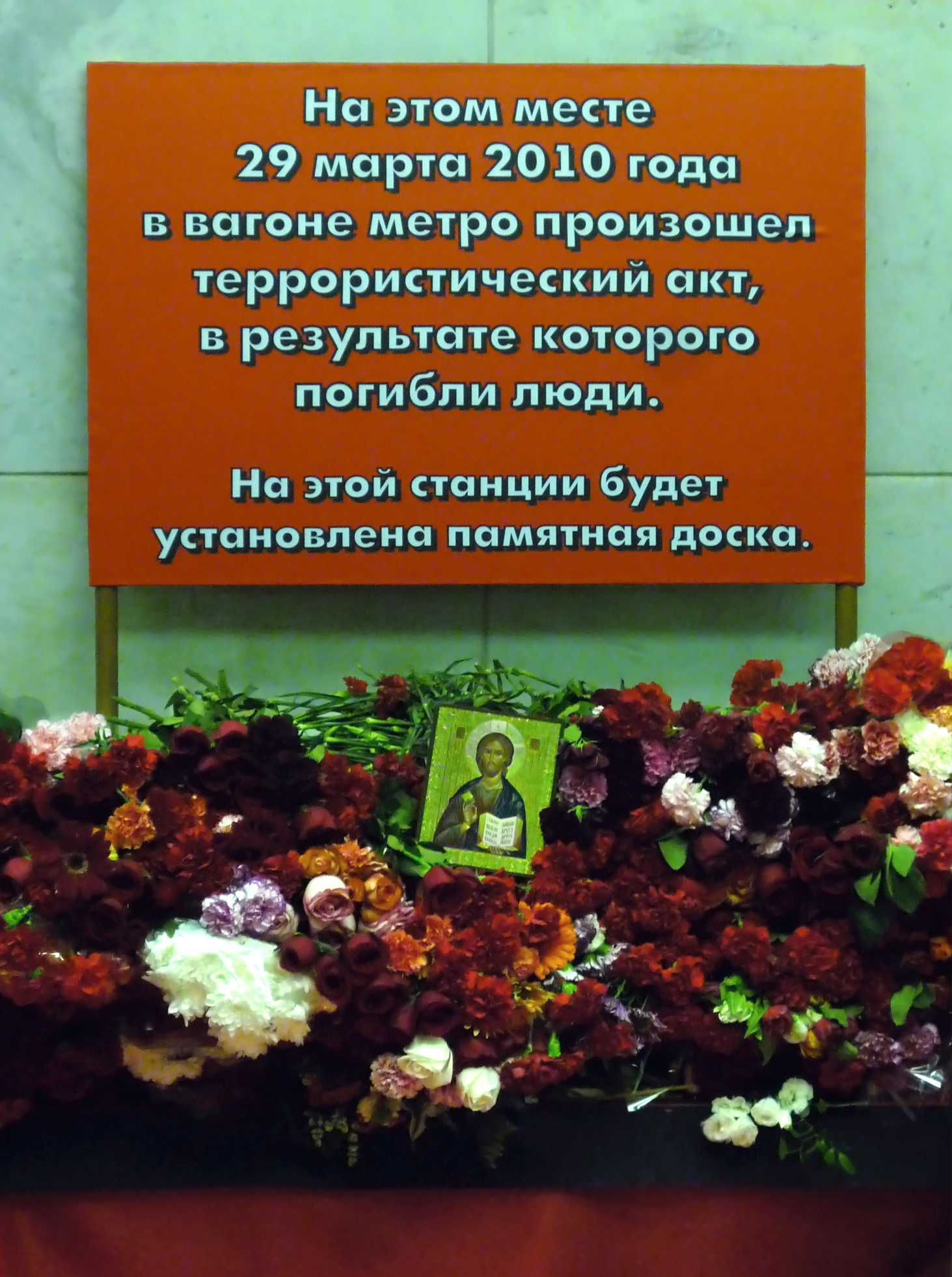
Временная мемориальная доска на станции метро «Лубянка»
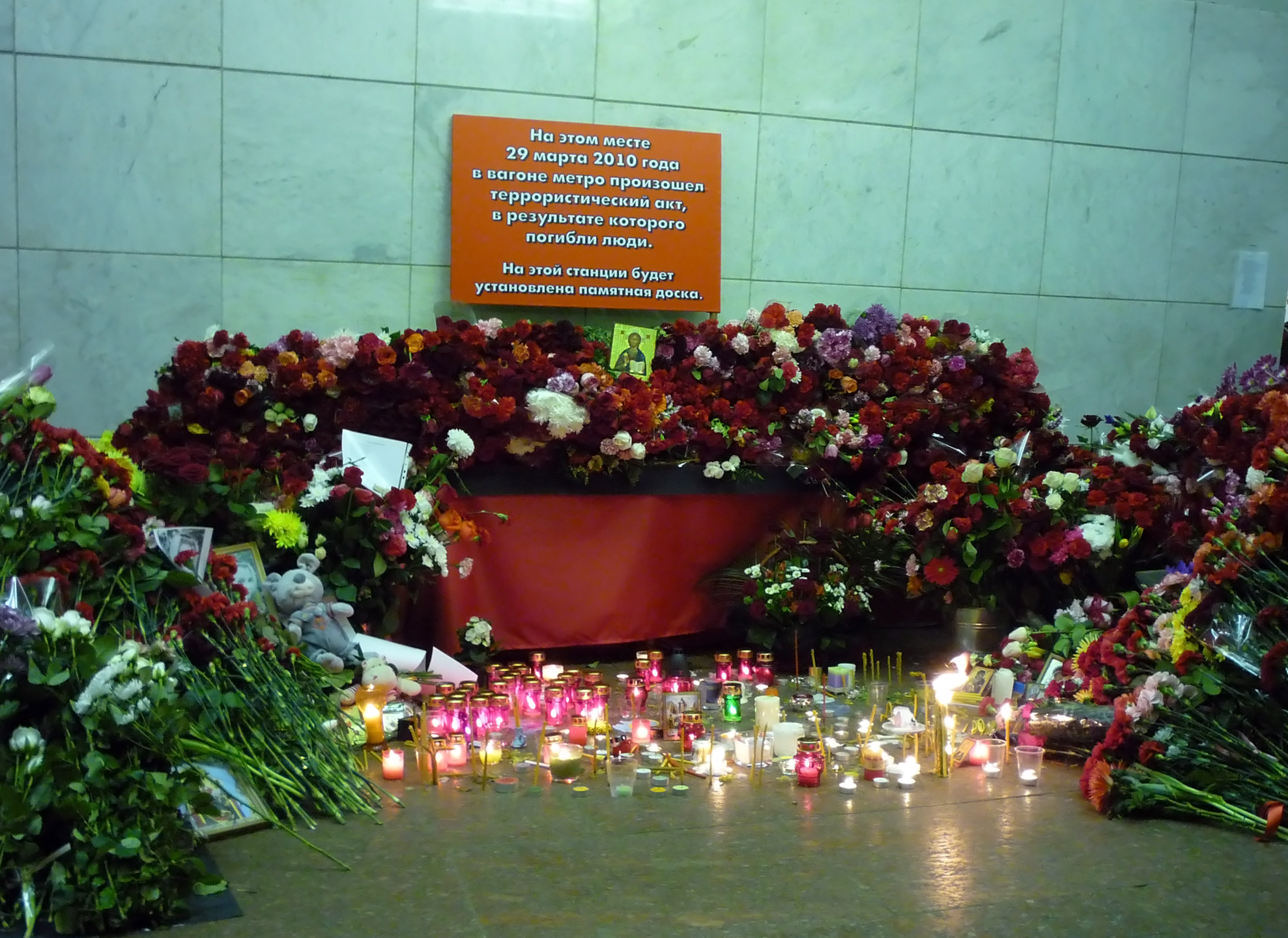
Станция метро «Лубянка» через сутки после взрыва
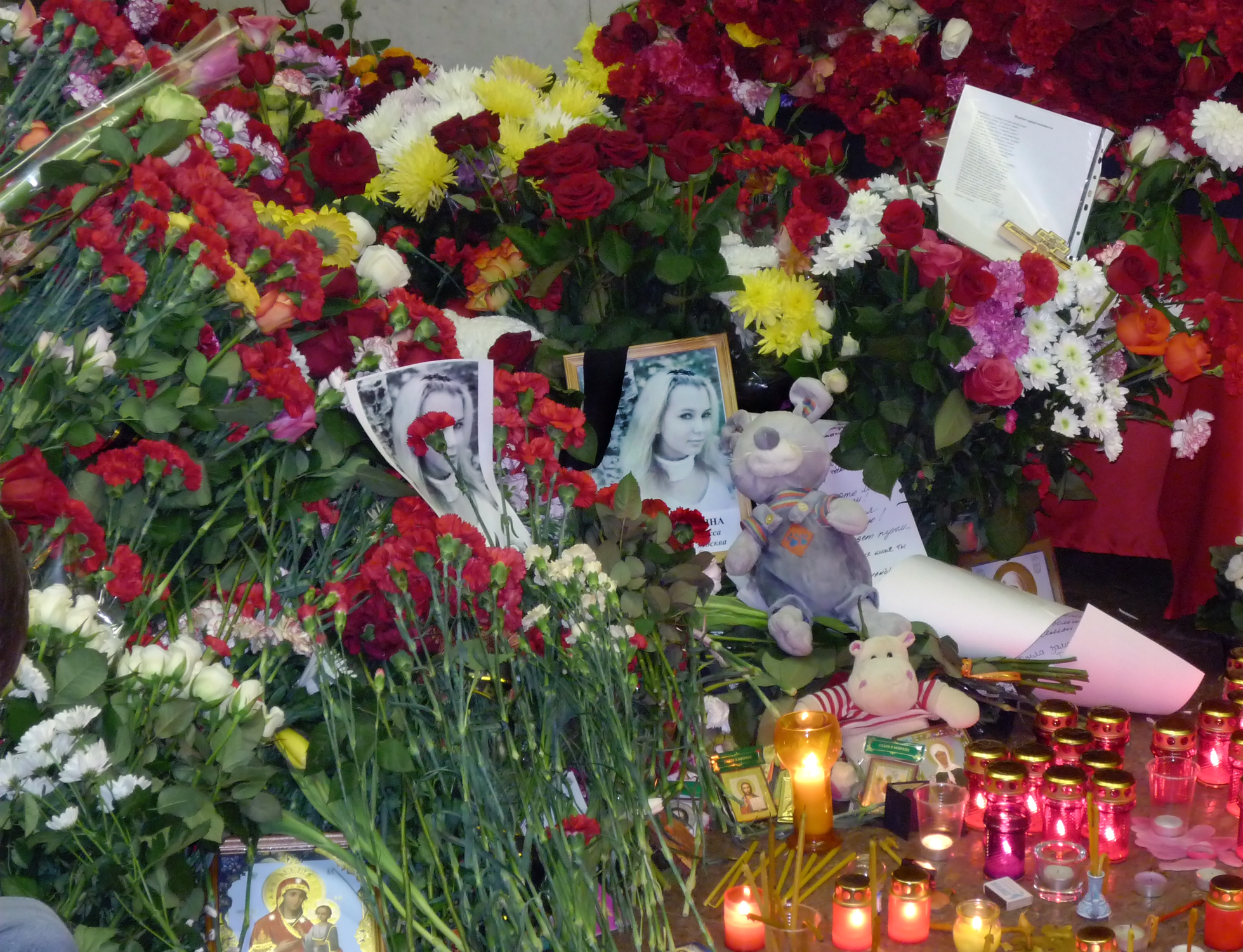
Фотографии погибших при взрыве на станции метро «Лубянка»

## Последствия

### Пострадавшие
| Гражданство | Погибшие | Раненые |
| ----------- | -------- | ------- |
| Россия      | 38       | 75      |
| Таджикистан | 2        | 1       |
| Молдова     | 1        |         |
| Малайзия    |          | 3       |
| Израиль     |          | 1       |
| Кыргызстан  |          | 1       |
| Филиппины   |          | 1       |
| неизвестно  |          | 3       |
| Всего       | 41       | 88      |

Непосредственно в результате обоих взрывов погибло на месте 36 человек, из них 24 на станции метро «Лубянка» и 12 на станции метро «Парк культуры». В последующие дни в больницах умерло ещё 4 человека. Среди погибших был капитан первого ранга, заместитель начальника тыла Черноморского флота Российской Федерации Виктор Гинькут.
Пресс-служба Минздравсоцразвития России распространила сообщение, что по состоянию на 31 марта в лечебных учреждениях Москвы оставались 82 пострадавших. Среди пострадавших были граждане России, Таджикистана, Киргизии, Филиппин, Израиля и Малайзии.
31 марта закончено оформление документов на захоронение 34 погибших. Ещё двое остаются неопознанными. 18 человек будут похоронены в Москве, а 16 — отправлены в другие регионы, в частности, Чехов, Ростов-на-Дону, Якутск, а также в Севастополь и Таджикистан. В Москве захоронение будет осуществляться в основном на Котляковском, Николо-Архангельском, Домодедовском, Митинском и Троекуровском кладбищах. Первые похороны погибших в Москве прошли 1 апреля.

### Ошибочные и ложные сообщения о других террористических актах
Интернет-портал «LifeNews» утром 29 марта 2010 сообщил о третьем взрыве на станции «Проспект Мира», однако вскоре эта информация была опровергнута МЧС России. Также были опровергнуты сообщения о взрывах на станциях «Улица Подбельского» и «Беговая». Позднее в тот же день в СМИ появилась информация о том, что на станции метро «Парк культуры» был найден несработавший «пояс шахида». Позже данная информация была опровергнута.
После взрывов в метро милиция получила несколько анонимных телефонных звонков о якобы заложенных бомбах на транспорте. Первый звонок с мобильного телефона поступил в дежурную часть 29 марта 2010 около 17:00. Некая женщина, находясь в состоянии алкогольного опьянения, заявила, что находится на станции метро «Партизанская» и собирается себя взорвать. Кинологи с собаками обыскали вестибюль и платформу, однако тревога оказалась ложной. Через час в службу «02» с того же телефона позвонила женщина, которая сообщила о том, что взрыв готовится на станции метро «Щёлковская». Станция метро была обследована, однако ничего подозрительного обнаружено не было. Позже милиционеры выяснили личность телефонной террористки и задержали её. Ей оказалась жительница Раменского района Московской области.
30 марта 2010 в милицию поступило сообщение об обнаружении сумки со взрывчаткой на станции метро «Комсомольская», на станции было проведено полное обследование, но никаких подозрительных предметов найдено не было. В тот же день было сообщено о бомбах, заложенных в храме Христа Спасителя и МГТУ имени Баумана; оба сообщения оказались ложными.
Всего в правоохранительные органы Москвы поступило более 100 сообщений о подозрительных предметах и заложенных бомбах, ни одно из которых не подтвердилось; аналогичные ложные сообщения имели место и в других городах России.

### Реакция
Попробуйте объяснить кому-нибудь на Кавказе, почему «бомбить» нищих сборщиков черемши — можно, а в московском метро взрывать бедных работяг — нельзя.

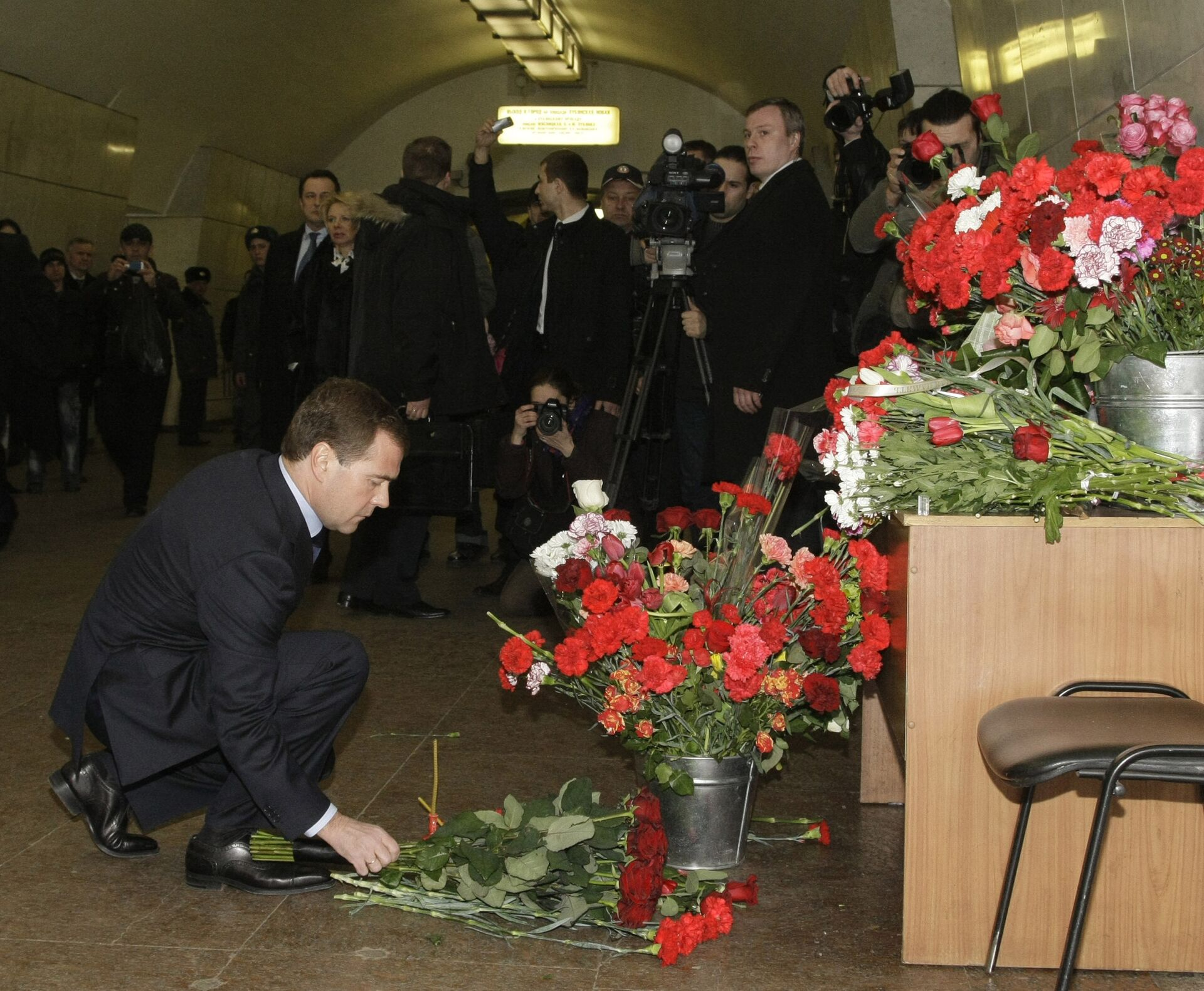
Дмитрий Медведев возложил цветы к месту теракта на станции метро «Лубянка» и почтил память погибших

30 марта 2010 года в Москве объявлено днём траура.
Свои соболезнования и осуждение террористического акта выразили главы государств и политики множества стран, включая страны «большой восьмёрки», СНГ, Европейского союза, НАТО, некоторые страны Азии и Ближнего Востока, а также Совбез ООН, генсек ООН Пан Ги Мун, глава Совета Европы, Папа римский Бенедикт XVI и ряд наиболее известных исламских богословов.

### Последующие теракты в России
31 марта 2010 года двумя террористами-смертниками были произведёны взрывы в городе Кизляр, вследствие которого погибло 12 человек (из них 9 сотрудников милиции) и ранено около 30.
5 апреля 2010 года в Карабулаке (Ингушетия) возле городского отдела внутренних дел также было произведено 2 взрыва. Погибло 2 сотрудника милиции, всего было ранено 13 человек.
24 января 2011 года в Аэропорту Домодедово (Городской округ Домодедово (Московская область)) произошёл теракт, осуществлённый с помощью взрыва, проведённого террористом-смертником в зале международных прилётов примерно в 16:32. В толпе встречающих произошёл взрыв. В центре оказались пассажиры из России и ряда других стран. По информации Минздрава, погибли 38 человек, пострадали 116
По мнению неназванных сотрудников правоохранительных органов, террористический акт в Москве и последовавшие за ним могут быть взаимосвязаны, за ними «могут стоять одни и те же силы, которые стремятся дестабилизировать обстановку»; в то же время отмечаются и отличия в целях и методах осуществления взрывов. После взрывов в метро в Москве стали появляться надписи «Смерть русским» и «Аллах акбар», выполненные одинаковой краской и в одинаковом стиле.

## Расследование
Следственный комитет при прокуратуре Российской Федерации возбудил 2 уголовных дела по части 3 статьи 205 Уголовного кодекса РФ — «террористический акт», которые впоследствии объединены в одно производство.
Следствие не исключает, что взрывные устройства на станциях «Лубянка» и «Парк культуры» привели в действие террористы-смертники. Мэр Москвы Ю. М. Лужков в интервью сказал: «По предварительным данным, взрыв произвели две террористки-смертницы». Также, по его словам, взрывы были произведены специально в тот момент, когда вагоны подходили к станции, «с тем, чтобы объём поражения был более высоким».
По информации правоохранительных органов, взрывные устройства были приведены в действие при помощи мобильных телефонов.
На месте взрыва на станции метро «Парк культуры» найдены улики, показывающие, что взрыв был произведён террористкой-смертницей.
Кинологи провели штатные обследования на всех станциях Московского метрополитена.
По версии следствия, у смертниц были сообщники-мужчины, которые и изготовили взрывное устройство из компонентов, а также дали сигнал на подрыв.
29 марта 2010 года телекомпания CNN, ссылаясь на неназванный сайт чеченских сепаратистов, сообщила, что ответственность за взрывы в метро взяли некие чеченские боевики. Однако сайт Кавказ-центр — «рупор» сепаратистов — не подтверждает данное сообщение. Секретарь Совета безопасности РФ Николай Патрушев заявил о том, что осуществляется проверка версии о причастности к террористическому акту сотрудников спецслужб Грузии. Министр С. В. Лавров, отвечая на вопросы зарубежных СМИ в связи с террористическими актами, уточнил, что «речь идёт о том, что есть версии, согласно которым, это одна из организаций, действующих на Кавказе. Имеется достаточно информации о том, что террористическое подполье, которое окопалось в Афганистане, на афгано-пакистанской границе, имеет очень тесные связи и с Центральной Азией, и с Кавказом. Это требует международных усилий».
При помощи установленных в метро видеокамер наблюдения правоохранительным органам удалось установить круг лиц, причастных к терактам, а также получить изображения двух предполагаемых террористок-смертниц. 30 марта 2010 года в интернете появились первые посмертные фотографии террористок-смертниц. На вид террористкам было 20-25 лет, они были кавказской наружности, одеты в тёмные платки и тёмную одежду.
По утверждению источника в правоохранительных органах, накануне взрывов, вечером 28 марта 2010 года в милицию позвонила москвичка, которая заявила, что на станции «Коньково» слышала в метро разговоры группы чеченцев о предстоящих взрывах в московском метро. «Сигнал» был передан наряду милиции, который с собаками осмотрел станцию «Коньково», но ничего подозрительного не обнаружил.
Неназванный источник в руководстве метрополитена 29 марта 2010 года предполагал, что в планы террористов входили взрывы на станции «Лубянка», где находится главное здание ФСБ, и на «Октябрьской», где размещается здание центрального аппарата МВД России.
31 марта сайт Кавказ-центр опубликовал видеообращение Доку Умарова, датируемое 29 марта 2010 года, где он заявил, что теракт в метро произведён по его личному приказу и является «акцией возмездия» в ответ на спецоперацию федеральных войск в селениях Аршты и Датых Сунженского района Ингушетии 11 февраля 2010 года, в результате которой погибло 18 боевиков и 4 мирных жителя. В тот же день русскоязычный грузинский канал Первый Кавказский опубликовал аудиозапись, в которой человек от имени Доку Умарова отрицал причастность чеченцев к взрывам и обвинял в этом Путина и ФСБ. По мнению журналиста Андрея Бабицкого, голос на аудиозаписи не принадлежал Умарову. Политолог Сергей Маркедонов также подверг сомнению подлинность аудиозаписи.
1 апреля информагентства со ссылками на источники в спецслужбах Северо-Кавказского федерального округа сообщили о том, что личность смертницы, взорвавшей бомбу на станции «Парк культуры», была установлена; её имя не называется, известно лишь, что она жительница Дагестана. Также директор ФСБ Александр Бортников заявил, что спецслужбами установлена личность организаторов террористических актов, и что они «связаны с Северным Кавказом».
2 апреля 2010 года Национальный антитеррористический комитет официально подтвердил ранее появившиеся в прессе данные о том, что одной из смертниц, устроивших теракты в столичной подземке, была 17-летняя Джанет Абдуллаева (по другим данным, её фамилия Абдурахманова) — вдова убитого несколько месяцев назад «эмира Дагестана» Умалата Магомедова (сам Умалат Магомедов был убит 31 декабря 2009 года в ходе спецоперации правоохранительных органов). Одновременно появилась информация, что в Москве обнаружена база организаторов взрывов. Сами они успели скрыться и объявлены в розыск.
Источник в правоохранительных органах сообщил, что был установлен адрес московской квартиры, которую снимали сообщники террористок-смертниц. Квартира расположена в обычном жилом доме в районе «Хамовники». Было также сообщено об установлении личности сообщников смертниц; они были объявлены в розыск.
3 апреля 2010 года в прокуратуру Унцукульского района Дагестана обратился Расул Магомедов, опознавший в смертнице, взорвавшейся на станции «Лубянка», свою дочь, Марьям Шарипову, 1982 года рождения; для проверки этой версии назначена экспертиза ДНК.
6 апреля 2010 года Национальный антитеррористический комитет официально подтвердил личность смертницы, подорвавшей себя на станции метро «Лубянка» в Москве 29 марта, это уроженка Дагестана Мариам Шарипова 1982 года рождения.
13 апреля 2010 года директор ФСБ Александр Бортников заявил, что установлены организаторы и исполнители терактов в московском метро, а также определён круг их пособников.
23 ноября 2020 года следствие предъявило обвинение главе ОМВД по Кизлярскому району республики Дагестан, полковнику полиции Гази Исаеву.

## Исполнители теракта
- Дженнет (Джанет) Абдурахманова — уроженка Дагестана, 17 лет, вдова лидера дагестанских боевиков Умалата Магомедова (Аль-Бара): 2 апреля 2010 года сообщалось о её предварительном опознании следствием (МВД Дагестана)[89]; подорвала себя на станции «Парк культуры».
- Мариам Расуловна Шарипова родилась в 1982 году в аварском селении Балахани в семье учителей. В 2005 году поступила в Дагестанский педагогический университет, который окончила с красным дипломом. Имела два высших образования: математическое и психологическое. После окончания университета вернулась в Балахани. С 2006 года преподавала информатику в местной школе[90]. По одним данным, являлась женой действовавшего на территории Дагестана лидера террористического подполья Магомедали Вагабова[91], по другим — террориста по кличке Доктор Мухаммад[92]. Одна из террористок-смертниц, устроивших теракт в Тушино в 2003 году, носила такие же имя и фамилию[93][94].
- 17 апреля 2010 года литовская газета «Lietuvos rytas» сообщила об аресте 20-летней жительницы Литвы Эгле Кусайте. В багаже женщины нашли подозрительные вещи — данные о взрывных механизмах и их использовании, а также схемы московского метро. Сообщалось также о связи Эгле с жившим в Клайпеде чеченцем, который впоследствии вернулся в Чечню, где погиб. Впоследствии Генеральная прокуратура Литвы опровергла её причастность к террористическим актам. Однако позднее в прессе появилась информация, что гражданка Литвы Эгле Кусайте, проходящая по делу о готовившемся теракте на военном объекте в России, призналась в преступных планах, заявив, что действительно хотела поехать в Россию, а оттуда в Чечню, где собиралась подорваться в людном месте. Вместе с тем, родственники литовки считают, что показания Эгле искажены и получены путём применения насилия и угроз[95]. В августе 2010 девушка была отпущена на свободу, а в январе 2011 года Эгле Кусайте попыталась ходатайствовать о проведении публичного процесса по обвинению её в подготовке теракта на территории России и объединению дела с делами уроженцев Чечни Апти и Айшат Магмадовых (которые были её друзьями), обвиняемых в её вербовке, однако апелляционный суд Литвы отклонил ходатайство. В тот же месяц Кусайте в интервью корреспонденту «Кавказского узла» сказала, что дала признательные показания в обмен на обещания, что оставят в живых Магмадовых. По её словам, её допрос проводили сотрудники ФСБ, которые её избивали, а в камере изолятора пытались отравить.
- 27 апреля 2010 года «РИА Новости» сообщило о том, что террорист, предположительно причастный к взрывам в московском метро, был ликвидирован 26 апреля в Хасавюртовском районе Дагестана. Сотрудники правоохранительных органов попытались остановить для проверки тонированную «восьмёрку», однако из её окон раздались автоматные очереди. Силовики открыли ответный огонь, уничтожив водителя и пассажира. Ими оказались активные участники террористического бандподполья Ахмед Рабаданов и Магомед Исагаджиев. Оба — уроженцы села Костек, откуда родом одна из смертниц — Джаннет Абдулаева. По первоначальным данным, один из этих боевиков и был человеком в бейсболке и куртке с белыми вставками, которого зафиксировали видеокамеры наблюдения в московском метро.
- 4 июня 2010 года директор ФСБ Александр Бортников сообщил, что часть боевиков из группировки лидера бандподполья Дагестана Магомедали Вагабова, причастных к взрывам в московском метро, уничтожена в ходе спецоперации[96][97].
- 12 июля 2010 года в Дагестане МВД и ФСБ провели спецоперацию, в ходе которой были задержаны 6 женщин-смертниц и двое мужчин, готовивших новые теракты в центральной части Европейской территории России. Одним из этих мужчин и был террорист, доставивший Джанет Абдуллаеву и Марьям Шарипову на совершение взрывов в московском метро[98][99].
- 21 августа 2010 года в Дагестане МВД и ФСБ провели спецоперацию, в ходе которой был ликвидирован непосредственный организатор терактов в метро — Магомедали Вагабов[100].

## Судебные иски
В связи со взрывами в метро был подан первый иск против государства.